# 奈良競輪場
奈良競輪場（ならけいりんじょう）は、奈良県奈良市にある競輪場。施設所有および主催は奈良県で、正式名称は奈良県営競輪場（ならけんえいけいりんじょう）。競技実施はJKA中日本地区本部近畿支部。実況は滝口久が担当。
同地では競輪場開設まで奈良競馬場（ならけいばじょう）が所在していた。本項ではこれについても記述する。

## 概要
奈良競輪場は1950年に開設され、過去には奈良市も主催していた。1984年からの2月には記念競輪 (GIII) として「春日賞争覇戦」が行われている（2011年は時期移動で9月に開催）。また、2025年以降は京都向日町競輪場の改修に伴い、奈良で京都向日町の記念競輪が開催される。2006年2月は初の特別競輪である第5回西王座戦（GII）を行なったため、記念競輪は実施せず「春日賞」は2日目のシード優秀競走として行なわれた。他にも、2010年10月には共同通信社杯秋本番が行われた。
京都向日町競輪場の改修のため、京都府営の借り上げ開催が本場にて2025年4月より暫くの期間行われている。尚、京都府営開催においても実況は、京都向日町競輪場でも実況を担当している滝口久が担当する。
2004年7月からA級ツイントーナメントで前半戦「イーストステージ」・後半戦「ウエストステージ」を実施していたが、2005年12月16日をもって終了している。
トータリゼータシステムは日本トーターを採用している。
2016年7月6日からミッドナイト競輪が開催されている（施設所有者である奈良県のほかに、和歌山県が施設・バンクを借り上げて実施することもある）。また、2020年1月25日よりナイター競輪を実施している。
入場料は無料だが、特別観覧席（飛天交流館）への立ち入りは有料（1000円）である。

## チャリロト
2009年8月4日より重勝式投票「チャリロト」の発売が開始され、2012年12月10日からの開催よりキャリーオーバーを共有する『グループC』としての発売となり、玉野競輪場・高松競輪場・高知競輪場・広島競輪場と共有している。キャリーオーバーの対象外であるチャリロト3は奈良単独で発売される。
2017年9月28日より場内に「チャリロトプラザ」がオープンし、会員登録により重勝式の購入が現地でも可能となった。

## バンク・スタンド
1周333mを使用している。「コーナー上にゴールがある」と言われる程極端にゴール前の直線が短いバンクで、スピードを維持しやすく又出しやすいので圧倒的に先行・捲り選手有利。後方に置かれると手も足も出なくなるので、展開の移り変わりが激しい。
バンク全体を観客席で囲まれており、建物の合間から風が入り込み渦巻く事がある。長年一般席のみであったが一部を改造し、バックストレッチ側（ゴールとは反対側）に特別観覧席「飛天交流館」が設置された。なお、特別観覧席は、南側の送迎バスのりば横に設けられた専用の出入口を利用する。
2019年2月、奈良県が県所有の施設について耐震性を調査したところ、この奈良競輪場では耐震性を示す構造耐震指標（Is値）が、いずれも1965年完成である中央スタンドで0.03、東サイドスタンドでも0.16と低く、震度6強以上の地震で倒壊する危険性が指摘されたことから、現在は具体的な耐震化対策が出されるまで、中央スタンドと東サイドスタンドはともに3階部分は立入禁止としているほか、それ以外のスタンドは飛天交流館を除き全て閉鎖しており立ち入れないようになっている。車券購入窓口・払戻も第1投票所Aに限定しており、それらの業務はほぼ機械化されている。
2コーナーと4コーナーに同じ着順表示板が設置されている。バンク、スタンドには大型モニターは設置されていないが、メインスタンドの北側、第1投票所に隣接して多目的ホールがあり、このホール内に大型モニターが備えられている。多目的ホールにはステージも設けられているため時折イベントが開催されており、春には奈良支部所属新人選手の紹介が行われるほか、過去には三谷竜生のダービー優勝報告会なども行われた。
堅く収まる（低配当）レースが多いが波乱時の額も大きく、競輪の三連単史上最高額配当金である4,760,700円（2006年9月21日の第10競走）が出たバンクでもある。
2025年3月、老朽化する施設について奈良県は施設を再整備する方針を明らかにした。具体的には、競走路を全面改修した上で照明を設置するほか、スタンドを北側の１か所に集約したり、女子選手用の宿舎を増設したりする。総事業費はおよそ95億円と見込まれ、競輪事業の収益を積み立てている基金から支出することにしていて、2029年度の完成を予定している。

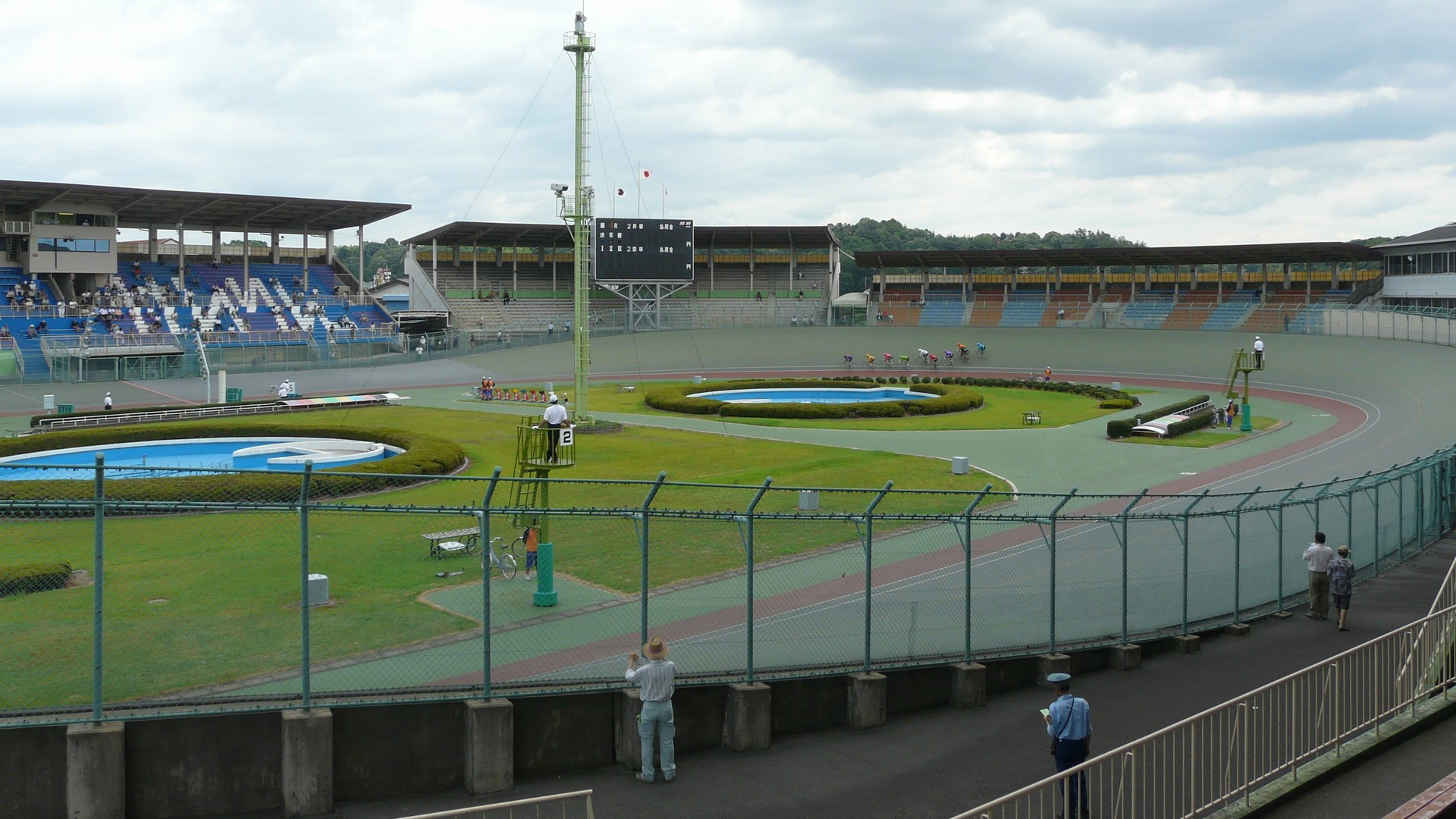
バンク
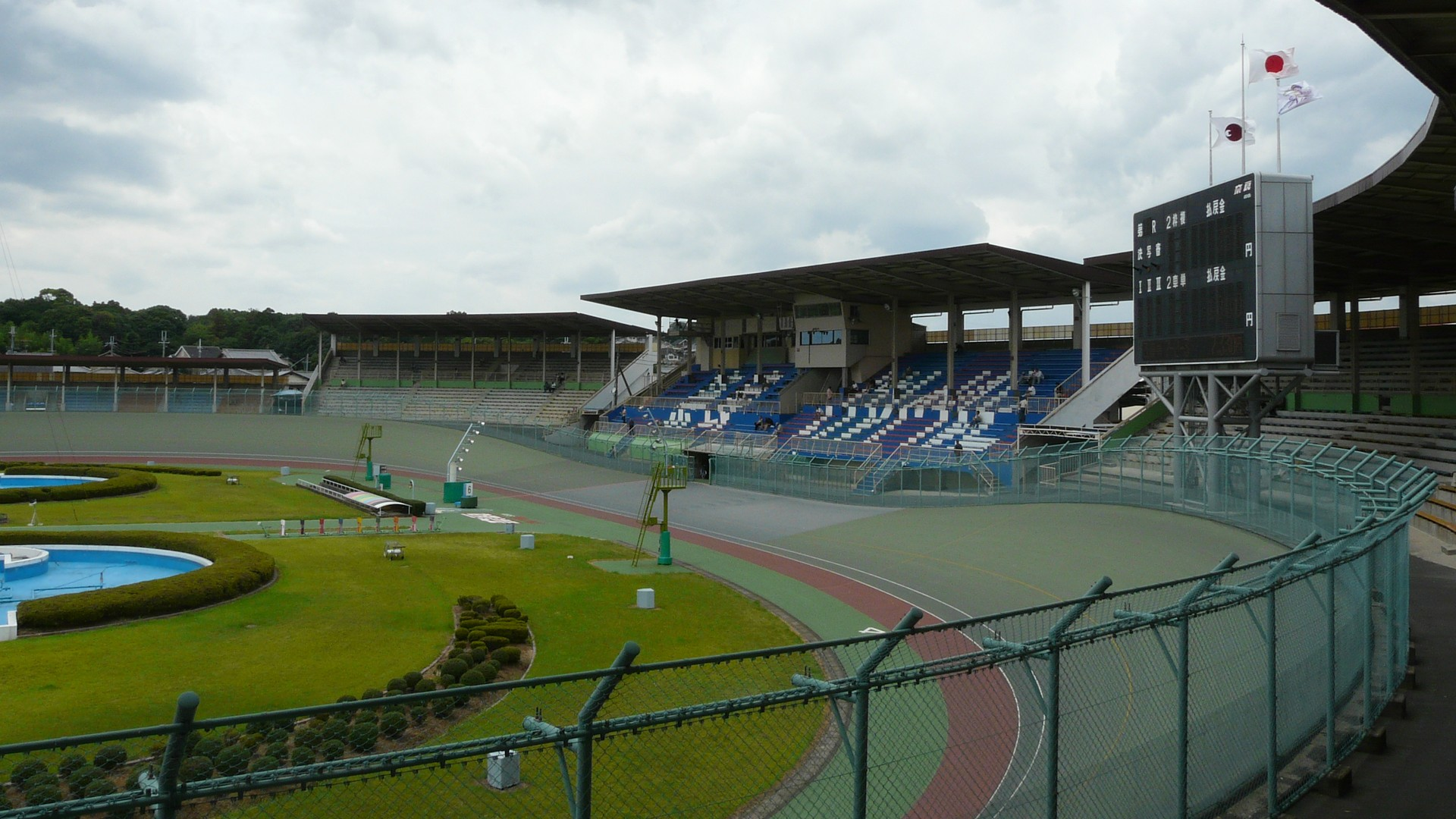
観客席
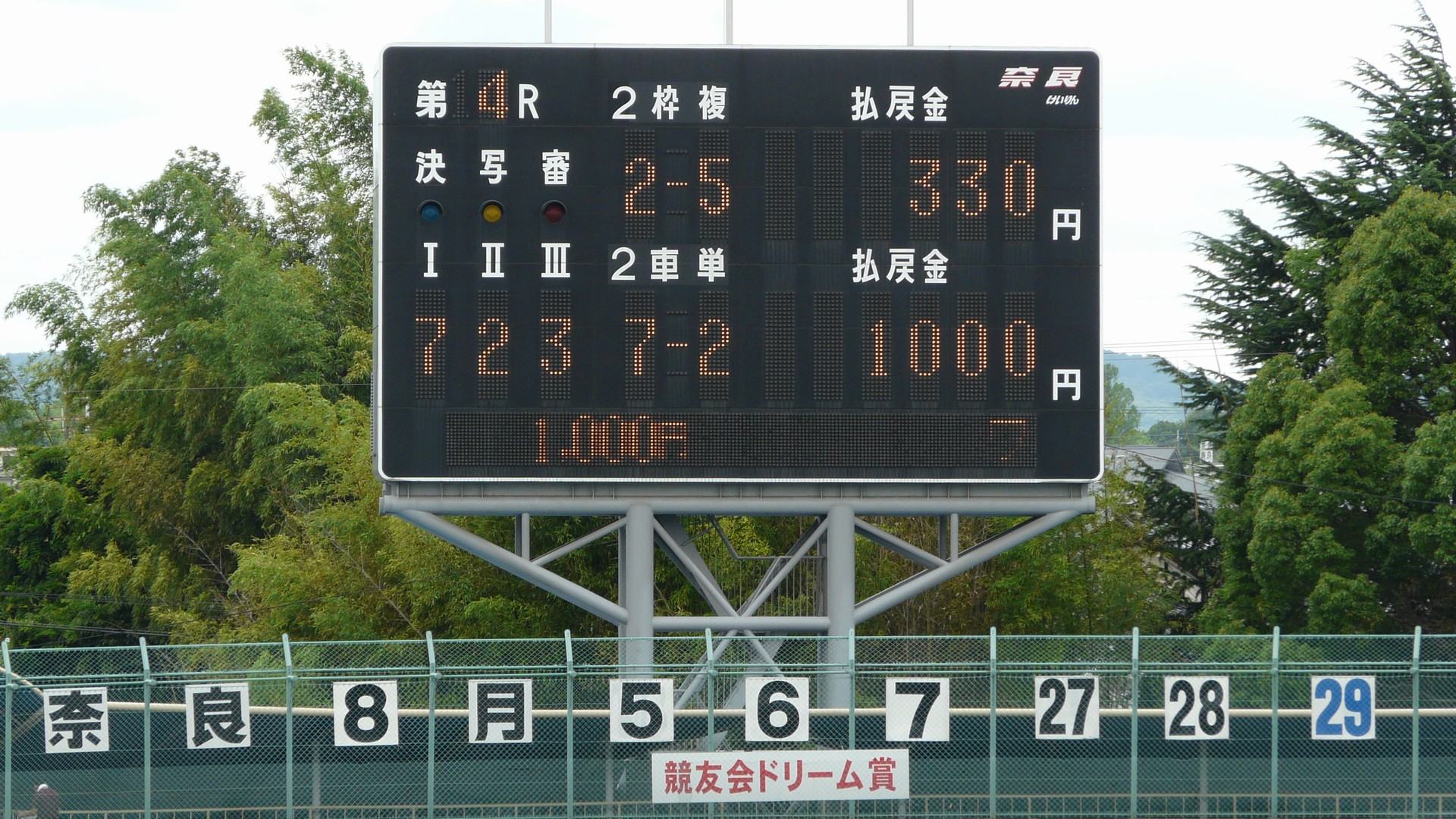
電光掲示板

## アクセス
- 平城駅（近鉄京都線）から徒歩5分。
- 近鉄大和西大寺駅から無料送迎バスで5分（奈良交通運行）。
  - 2024年10月以降、平日でグレードレース発売がない場外発売日は無料送迎バスの運転はされない。

## エピソード
- 締切予告アナウンスの音楽として、小泉今日子の『ヤマトナデシコ七変化』のメロディが流れる。

- 2008年4月より、本場開催における入場料徴収を廃止し無料化された。

- 2008年4月に第28回アジア自転車競技選手権大会、同年5月に全日本プロ選手権自転車競技大会を開催。近畿地区プロ自転車競技大会については近年は奈良で固定開催されている。

- 2019年度（開催は2020年2月27日 - 3月1日）の記念競輪は、COVID-19の流行と感染拡大の防止の観点から、GIIIでは初めて無観客[注 2]で行われた。車券発売は電話投票ないしインターネット投票のみで行われた結果、総売上は17億6353万9100円と、前年度の54億929万8600円に対し32.6%と大幅ダウンした[7]。翌2020年度（開催は2021年2月11日 - 14日）の記念競輪は2年ぶりに有観客にて行われ、総売上は49億1725万4500円であった[8]。

- 2024年度の開設記念決勝戦では、地元・近畿勢が7人（三谷竜生、三谷将太＜いずれも奈良＞、古性優作、南修二＜いずれも大阪＞、松岡健介＜兵庫＞、脇本雄太＜福井＞、東口善朋＜和歌山＞）勝ち上がり、そこに菅田壱道＜宮城＞ - 守澤太志＜秋田＞の北日本2名が加わり争われた。決勝戦では、3日目開催終了後の脇本の提案により近畿勢は敢えて結束せず、三谷竜生 - 将太による地元ライン、古性 - 南 - 松岡の阪神ライン、脇本 - 東口の別線近畿ラインとで3分戦で戦ったが[9]、レースは地元の三谷竜生が1着となり前年度に続く優勝となった[10]。

## マスコットキャラクター
- マスコットキャラクターは奈良をイメージした天女をモチーフにしている「飛天ちゃん」[11]。

- 奈良テレビ放送で奈良競輪場テレビCMが放映されており、飛天ちゃんが登場する。それにちなんで記念競輪の2日目のシード優秀競走は「奈良テレビ放送杯 飛天ちゃん賞」（2009年度（2010年2月開催）の開催では「はきもの杯 飛天ちゃん賞」）の名称で行なわれていた。

## 歴代記念競輪優勝者
| 年     | 優勝者     | 登録地 |
| ------ | ---------- | ------ |
| 2003年 | 小嶋敬二   | 石川   |
| 2004年 | 鈴木誠     | 千葉   |
| 2005年 | 大井啓世   | 奈良   |
| 2007年 | 佐藤友和   | 岩手   |
| 2008年 | 飯嶋則之   | 栃木   |
| 2009年 | 三宅達也   | 岡山   |
| 2010年 | 市田佳寿浩 | 福井   |
| 2011年 | 市田佳寿浩 | 福井   |
| 2013年 | 村上義弘   | 京都   |
| 2014年 | 平原康多   | 埼玉   |
| 2015年 | 天田裕輝   | 群馬   |
| 2016年 | 浅井康太   | 三重   |
| 2017年 | 根田空史   | 千葉   |
| 2018年 | 三谷竜生   | 奈良   |
| 2019年 | 村上博幸   | 京都   |
| 2020年 | 松谷秀幸   | 神奈川 |
| 2021年 | 山田久徳   | 京都   |
| 2022年 | 松浦悠士   | 広島   |
| 2023年 | 三谷竜生   | 奈良   |
| 2024年 | 三谷竜生   | 奈良   |
| 2025年 | 松井宏佑   | 神奈川 |
| 2026年 |            |        |
| 2027年 |            |        |

※1節4日間制開催となった、2002年4月以降の歴代記念競輪優勝者を列記。

## 奈良競馬場

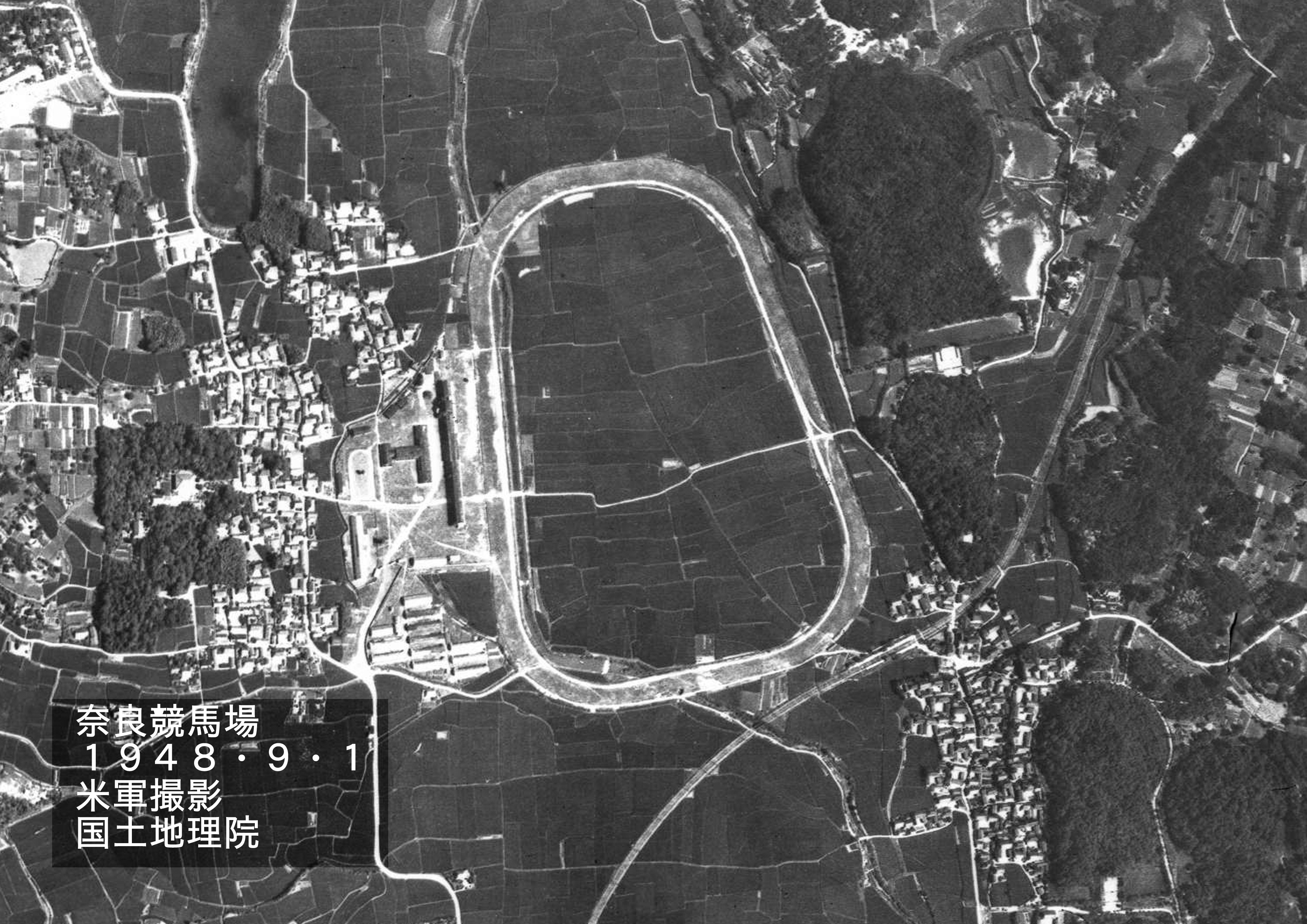
特徴的な「おむすび型」をしている奈良競馬場。右下が近鉄平城駅。

敷地内から北東隣接地にかけて、かつて奈良競馬場があった。
奈良県馬匹畜産組合によって地方競馬として運営され、当初は1929年に生駒郡都跡村（現在の奈良市尼ヶ辻あたり）にて開設されたが、規模が小さかったため、1939年に現在地に移転した。元の尼ヶ辻競馬場（通称）は積水化学の工場のところであったらしい。1950年に休止となり、1954年に廃止された。
阪神競馬場内回りコースに似たおむすび型のコースで、地方競馬としては最大クラスの一周1600ｍ、秋篠川沿いにホームストレッチがあり、平城駅前付近は3コーナーであったと考えられる。スタンドは元の京都競馬場の木造スタンドを移築したものであった。現在の道路形状に当時のコースの名残が残されており、航空写真でも一目でわかるため、文化財関係機関に年に数回は遺跡ではないかといった問い合わせがあるという。
廃止後は奈良県吉野町の津風呂ダム水没地の代替地として供与された。